# Burjuc
Burjuc é uma comuna romena localizada no distrito de Hunedoara, na região histórica da Transilvânia. A comuna possui uma área de 65.02 km² e sua população era de 916 habitantes segundo o censo de 2007.